# 華視新聞
華視新聞（英語：CTS NEWS）是中華電視公司（華視）新聞台製播的電視新聞節目總稱，此一總稱早在「中華電視台」時期即沿用至今。現今華視新聞自負盈虧。

## 歷史
華視新聞開播之初，僅有以黑白畫播出的四節新聞：《華視晨間新聞》、《華視午間新聞》、《華視晚間新聞》與《華視夜間新聞》（開播時正式的官方節目名稱為《新聞及氣象》，直到1988年才改為現在的節目名稱）。1971年10月31日18時25分，《華視晚間新聞》開播，當時每日總共播出25分鐘。11月1日7時20分，《華視晨間新聞》開播，當時每日總共播出10分鐘；13時10分，《華視午間新聞》開播，當時每日總共播出20分鐘；23時整，《華視夜間新聞》開播，當時每日總共播出20分鐘。1975年5月，華視完全改以彩色畫面播出各節新聞。
1976年2月，華視邀請陶希聖、曾虛白、田寶岱、王作榮、仲肇湘、曹伯一、張京育、袁頌西、張忠棟、趙守博、王靄芬組成「電視評論委員會」；1976年3月1日，《華視晚間新聞》在每週一、週三與週五安排評論委員主講三分鐘的新聞評論；1976年4月11日至7月底，《華視晚間新聞》改為在每週日安排評論委員主講十分鐘的新聞評論；1977年6月，新聞評論改名為「新聞分析」，邀請關中、黃昆輝、趙守博、曹伯一、魏萼、楊月蓀、李鍾桂、鄭心雄、陳祖耀、馬英九為主講人，每週在《華視晚間新聞》中講二至三次的新聞評論，每次五分鐘。
1979年3月1日，華視兩個深度報導節目《大特寫》、《大標題》開播，前者首播時間為每週二21:30～22:15，後者首播時間為每週四21:30～22:15。1979年5月至1980年3月底，華視於每週六13:30～14:00播出閩南語新聞節目《閩南語一週新聞報導》。1979年6月，華視在每日《華視晚間新聞》前製播主要報導政府推行基層建設的節目《今日特寫》。
1982年2月16日，華視開始於每日05:30及08:30以人造衛星接收英國維視新聞社（Visnews）與美國哥倫比亞廣播公司（CBS）所傳送的國際新聞，用於三節新聞（晨間、午間、晚間）中；1982年4月16日，華視與維視新聞社及哥倫比亞廣播公司簽訂合作協議，使華視享有下列三項優惠：
1. 華視可以提出特定新聞採訪之要求。
2. 維視新聞社與哥倫比亞廣播公司每週各供應一個30分鐘的新聞特寫集錦給華視。
3. 華視可以無條件運用維視新聞社與哥倫比亞廣播公司的資料室保存的資料畫面，維視新聞社與哥倫比亞廣播公司在華視提出要求後第二日即以人造衛星傳送至華視。

1982年7月，《大特寫》停播。1982年9月至1984年2月，華視每週製播一集30分鐘的新聞節目《新聞傳真》，報導社會大眾關切的新聞事件。1982年10月，華視在每週四21:00製播三台聯播節目《天涯若比鄰》，報導全球各國歷史文化與風土民情，尤其著重介紹該國與中華民國文化交流之經過。1983年9月，華視論壇節目《新聞追擊》開播，播映時間為每週五19:00～19:25，以座談方式討論新聞事件。1984年12月21日，華視總經理吳寶華按鈕啟用華視南部新聞中心，位於高雄市新興區中正三路88號10樓（大明商業大樓）。

1985年10月10日，華視新聞擴大播報中華民國74年國慶新聞

1985年9月2日，華視新聞調整三節新聞主播陣容，增開多個專題單元：李傳偉擔任《華視晨間新聞》主播，陳明華擔任《華視午間新聞》主播，李豔秋擔任《華視晚間新聞》主播；《華視晨間新聞》增開1個專題單元〈新聞迴響〉，《華視午間新聞》增開3個專題單元〈小常識〉、〈醫藥題外〉、〈假日何處去〉，《華視晚間新聞》增開1個專題單元〈稀有新聞〉報導全球各地趣聞；晚間氣象新增布偶「氣象寶寶」，以氣象寶寶與氣象主播盧秀燕或孫自強之間的對話提示預報重點。
1988年5月20日，《華視晨間新聞》增加多元內容與各類實用資訊，改版為每日總共播出2小時的晨間新聞節目《早安今天》。
1989年5月1日，華視新聞開始實施新聞主播制度。
1989年7月2日，華視新聞部育樂組推出帶狀體育節目：每週一至週五16:00～17:30播出《體育世界》，每週日10:10～12:00播出《運動天地》，使華視體育節目時間為老三台最長者；同年9月18日，《華視夜間新聞》開播，播出時間為每週一至週五21:30～22:00，定位為《華視晚間新聞》內容之延伸及彌補其深度報導之不足，同時首創與《華爾街日報》電視部衛星連線播出。
1991年8月，《華視夜間新聞》開始每日製播體育新聞單元〈育樂新聞〉。
1993年7月20日，華視決定，《華視晚間新聞》自同年8月16日起常態延長播出時間為19:00～20:00，綜藝節目《綜藝萬花筒》提前於18:30～19:00播出，綜藝節目《連環泡》提前於18:00～18:30播出，閩南語連續劇、兒童節目等節目各提前30分鐘開播；另外，同年8月中國國民黨第十四次全國代表大會期間，《華視晚間新聞》主播為李艷秋與李傳偉。
1998年9月1日，華視與美商華淵資訊（為新浪在台灣的分公司）簽約合作，透過網路向海外推廣華視新聞。1999年5月27日，華視第十四屆董事會第十五次會議通過局部調整華視組織編制與員額，恢復「人事室」編制，新聞部育樂組裁撤，SNG小組編入新聞部，水電空調人員回歸工程部職掌。
在李四端擔任華視晚間新聞主播時期，華視晚間新聞的收視率曾多次名列同時段第一。
2003年1月13日，週一至週五的《華視午間新聞》改名為《正午新聞熱線》（2005年10月3日改回原名）。
2004年2月17日，華視啟用360度新聞棚景。
2004年8月27日下午，華視舉行董事會，通過前《台北時報》總編輯朱立熙接任華視副總經理。朱立熙表示，希望華視新聞能維持專業、正派、倫理，強調「台灣優先」並充分反映台灣「主流價值」，完全封殺八卦新聞與煽色腥的社會新聞，並與當前「弱智」的電視新聞徹底區隔，全力撙節開銷、嚴格控制成本，同時加強獨家與深度報導，建立華視優質新聞形象。朱立熙也具體要求，希望華視新聞能播出每日5分鐘的國台語評論（後定名為《快語台灣》），增加南方訊息、人文關懷、娛樂、藝文新聞等。
2008年3月20日，華視MOD新聞頻道在中華電信MOD第55頻道開播。2008年11月1日，華視與聯合線上簽約，合作建置與經營華視新聞影音資料庫。
2009年1月1日，華視與鳳凰衛視簽訂新聞合作。2009年1月17日，華視與廈門衛視在廈門衛視總部簽訂新聞合作備忘錄，服務內容包括每日新聞、新聞節目錄製、重大新聞支援、訂製專題。2009年2月25日，聯合線上與華視新聞共同舉辦合作記者會。
2009年3月，華視新聞部採編中心購入Panasonic P2攝影機。2009年5月9日，華視新數位片庫系統正式上線運作，新聞資料帶透過磁帶櫃管理系統自動存取、直接匯至新聞部進行非線性作業。

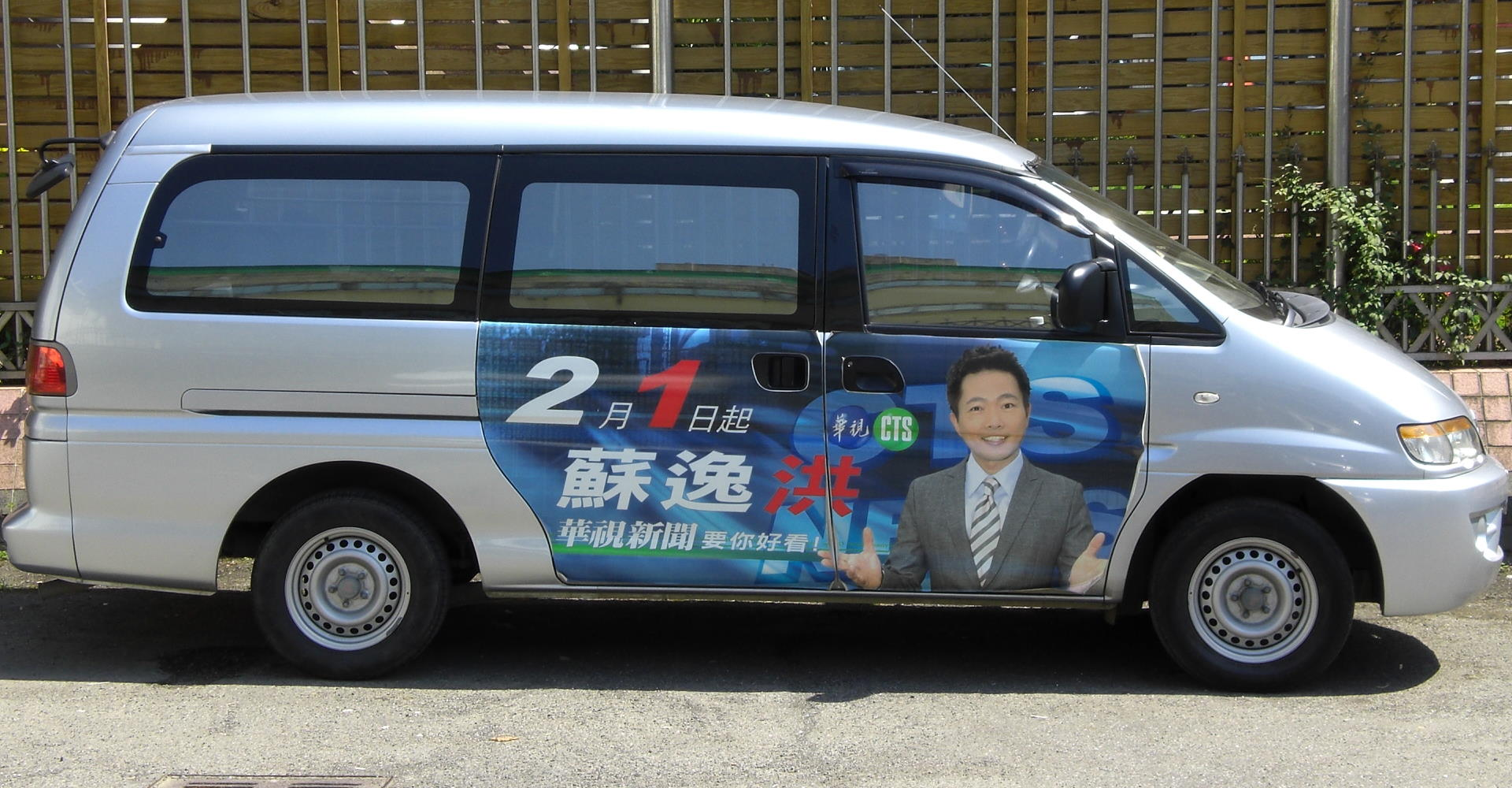
貼著蘇逸洪車體廣告的華視新聞採訪車

2010年4月23日，《華視晚間新聞》開始不定期舉辦活動「華視新聞到你家」，平常日主播蘇逸洪與製作團隊巡迴各鄉鎮實施戶外播報，播報方式為站立播報，不設主播檯；「華視新聞到你家」第一站為台北縣立鶯歌陶瓷博物館。
2010年4月30日，華視媒體園區舉行1周年記者會，現場展示華視耗資約新台幣兩千萬元打造的3D全虛擬攝影棚。2010年7月5日，《華視晚間新聞》啟用3D全虛擬攝影棚，同時也更新片頭動畫；此攝影棚特色是使用3D立體透視、紅外線攝影機定位，在實體攝影棚裡場景較為單調（全綠色佈景），但在電視上呈現的畫面則是千變萬化，並隨著不同的新聞內容更換出不同的花樣。（2012年起《華視晚間新聞》只在播報重大新聞時才使用3D虛擬攝影棚）
2014年1月6日，週一至週五原本以國語播報的《華視晨間新聞》改為以閩南語播報的《華視透早講新聞》。
2021年3月31日，NCC正式通過15家系統業者申請華視新聞資訊台遞補52台案件，全台約124.5萬觀眾將可在52頻道收看華視新聞資訊台，市占約25.58%。
2021年11月30日，華視舉辦「全新52 時尚出擊：華視新聞主播新形象發表會」，時任新聞資訊台台長陳雅琳率領華視新聞資訊台各節新聞時段主播群宋燕旻、連珮貝、葉映彤、林柏樫、莊雨潔、吳昇鴻、林奕雯、雷雅站上伸展台，宣布12月1日起華視新聞與伊林娛樂合作打造全新主播造型。
2022年3月30日，NCC表示，凱擘大寬頻等8家有線系統申請華視新聞資訊台遞補52頻道；如通過，華視新聞資訊台在52台市占率將增加到7成。

## 節目調動
2008年8月20日、21日，因主頻直播北京奧運賽事（20日直播棒球-中華 vs 加拿大，21日直播跆拳道第二量級決賽），《華視晚間新聞》只在華視MOD新聞頻道播出。
2012年12月31日，因華視主頻、新聞資訊台直播《2013 愛閃耀i桃園跨年晚會》，當日《華視晚間新聞》提前到17:58播出，而《華視夜間新聞》（在新聞資訊台播出）停播一天。
2013年2月9日，因播出《天才衝衝衝小龍行大運》，《華視晚間新聞》提前到16:00播出（華視主頻、HD頻道），新聞資訊台播出的《華視晚間新聞》仍為18:58播出。
2013年9月10日，因直播「王金平桃園機場記者會」，《華視晚間新聞》延長至20:30結束。
2013年12月31日，因華視主頻、新聞資訊台直播《2013 愛閃耀i桃園跨年晚會》，當日《華視晚間新聞》提前到17:58播出，而《華視夜間新聞》則停播一天。
2014年3月16日，因播出《藍寶石之夜精華版》，當日《華視晚間新聞》提前到17:58在華視主頻播出，而新聞資訊台仍為18:58播出。
2014年4月20日~7月27日，因中華職棒球季期間和博斯運動頻道聯播每週日17:00賽事，週日《華視晚間新聞》只在華視新聞資訊台播出。
2014年8月1日，因發生2014年臺灣高雄氣爆事故，《華視晚間新聞》延長至21:00結束，並將主播檯移師災民安置地點高雄市立中正高工進行特別報導。
2014年9月1~2日、4~5日，因主頻、HD頻道播出《國軍103年精神戰力週》，《0900 華視新聞搶先報》改至09:30播出（華視新聞資訊台仍為09:00播出）
2014年9月19日~10月4日（9月20、25、26日除外），因主頻和HD頻道直播《2014仁川亞運》賽事，《華視晚間新聞》暫停播出。
2014年9月22日~10月3日，因主頻和HD頻道直播《2014仁川亞運》賽事，《華視在地新聞》暫停播出。
2014年9月20日~22日、24日，9月26日至10月3日，因主頻和HD頻道直播《2014仁川亞運》賽事，《華視午間新聞》暫停播出。《華視新聞搶先報》只在週一至週三早上08:00於主頻播出一小時。
2014年9月20日~10月4日新聞資訊台因和HD頻道直播《2014仁川亞運》賽事，原本節目均暫停播出。
2019年5月21日~23日，因主頻播出《國軍108年精神戰力專案教育》，《華視新聞搶先報》僅在華視新聞資訊台播出。
2022年11月22日~12月15日，因主頻播出《世足看華視特別報導》，《華視在地新聞》僅在新聞資訊台播出。

## 紀錄
1979年10月27日，《華視晨間新聞》率先報導韓國總統朴正熙遇刺身亡；1979年11月7日，華視首播韓國放送公社協助製作的朴正熙遇刺身亡特別報導節目《青瓦台的震撼》。
1988年1月13日20:45，華視中斷正在播出的連續劇《在水一方》率先報導中華民國總統蔣經國於該日15:55逝世。
1990年10月24日，華視記者林寬裕、葛傳富、繆宇迪等赴蒙古國製作〈失聯的手足——外蒙古系列報導〉，這是台灣媒體40餘年來首次前往蒙古國採訪。
1990年12月中，華視記者賴仲毅、彭椿榮首度獨家專訪中華民國海軍劍龍級潛艇海龍號（艦號為SS-793），製作海龍號系列專題報導，詳細介紹海龍號內部構造並評估中華民國海軍戰力。
1991年9月6日，華視獨家轉播美國廣播公司（ABC）特別節目《世紀大對談》，以衛星實況轉播並附同步口譯，長達2小時40分，同日晚間趕製中文字幕後重播。
1991年10月10日，慶祝中華民國80年國慶與華視20週年台慶，華視20位記者共同擔任《華視晚間新聞》該日主播。
1991年12月12日晚間，華視播出已取得台灣獨家播映權的珍珠港事件50週年特別節目《改變世界的兩小時》。
1990年代，《華視晚間新聞》是台灣唯一率先嘗試使用國語與台語雙語播出的新聞節目，主播以國語播報，旁白以台語播報，觀眾可自行以遙控器切換所需語言。
2009年12月5日，2009年中華民國地方公職人員選舉投票及開票日，華視完成六平台同步開票節目製播，此六平台為華視、公視、鳳凰衛視、華視新聞頻道、廈門衛視與《華視全球資訊網》。
2013年1月1日起，華視各節新聞於華視HD頻道正式改以高畫質播出，為六個無線電視台中第一家。
2015年8月3日，《華視新住民新聞》於華視教育文化台開播，以既有新聞片段配上新住民母語（越南語、印尼語、泰語），為台灣首個以新住民為對象的新聞報導節目。
MeMe直播的帶狀節目《猜Me時間》曾與華視新聞合作，進行特別版的「猜Me新聞大會考」場次。節目場次分別於2018年5月25日、6月1日、6月8日，以及6月15日等四次進行，每一次的開始時間均自下午1時30分開始進行，由主播陳子見（於「眼球中央電視台」的暱稱為「視網膜」）進行主持。
2018年10月8日至12月31日期間，《華視新聞》與17直播合作，在17直播的17App推出《華視17報新聞》節目，主打觀眾與主播的互動。觀看直播的觀眾，可透過App進行投票，或者以投票方式選擇想看的新聞。

## 主播群

### 專職主播
| 專職主播 | 專職主播 | 專職主播 | 專職主播 |
| -------- | -------- | -------- | -------- |
| 陳雅琳   | 葉映彤   | 宋燕旻   | 林玉珍   |
| 林仙怡   | 雷雅     | 羅意瑾   | 莊惠琪   |
| 蔣心玫   | 徐湘華   | 張馨文   | 虞承璇   |
| 楊智捷   |          |          |          |

### 兼職主播
| 謝安安 | 徐榮寅 | 林奕雯 | 王韻   |
| 黃品瑄 | 曹維升 | 盧怡靜 | 朱淑君 |
| 曾奕慈 | 林淳霈 | 甘媄心 | 黃傲天 |
| 孫宇莉 | 盧怡撰 |        |        |

### 氣象主播
| 羅意瑾 | 蔣心玫 | 林仙怡 | 謝安安 |
| 黃傲天 | 甘媄心 | 徐榮寅 | 曾奕慈 |

## 主持人
| 主持人        | 節目名稱                                                     |
| ------------- | ------------------------------------------------------------ |
| 陳雅琳        | 《新聞高峰會》 《踏出地平線》 《World News 9陳雅琳世界晚報》 |
| 汪浩          | 《三國演議》                                                 |
| 林仙怡        | 《華視新聞雜誌》                                             |
| 林玉珍        | 《華視台語新聞雜誌》                                         |
| 劉姿麟        | 《國際線，出發！》                                           |
| 葉映彤        | 《Top People 封面人物》                                      |
| 林奕雯 林淳霈 | 《52動起來》                                                 |
| 莊惠琪        | 《52政經點》                                                 |
| 黃傲天        | 《傲見趨勢》                                                 |

## 重大事件

### 四一七遊行遇襲
1991年4月17日，民主進步黨發動四一七遊行，歷時16小時，在台北市中山北路劍潭附近被部分路人與駕駛人批評非法霸佔四線快車道，而與保安警察第一總隊發生激烈衝突，且數度遭警方強力驅離。華視新聞部派遣5組記者全程馬拉松式採訪四一七遊行，文字記者張其強與攝影記者李廷勇被遊行群眾圍毆受傷，李廷勇被送往馬偕紀念醫院治療，攝影機被砸毀，錄影帶被強行取出焚燬。

### 八一遊行遇襲
1994年8月1日，群眾之聲廣播電台等14家台灣地下電台發動群眾向行政院與行政院新聞局抗議行政院新聞局取締地下電台行動，多部地下電台宣傳車被警棍砸毀，華視新聞採訪車被抗議群眾推倒及燒毀。

### 盜攝拒絕採訪人物
1998年8月2日，《華視夜間新聞》的深度報導單元〈新聞特搜隊〉播放專題報導〈女同性戀酒吧 另類樂園〉，華視新聞部主任兼《華視夜間新聞》主播李四端以「夏日炎炎何處去」作為其開場白，記者謝絜修(現改名謝昶易)、榮昊北取得某T吧部分股東同意進入該T吧採訪且將攝影機藏在挖了一個洞的包包裡；除了先前答應接受採訪的該T吧公關「Fish」之外，現場許多不知情且未答應接受採訪的顧客亦同時被攝入畫面並播出。1998年8月3日，在女同性戀網友強烈抗議下，《華視夜間新聞》暫停播出〈女同性戀酒吧 另類樂園〉第二集。1998年8月4日，《華視夜間新聞》繼續播出〈女同性戀酒吧 另類樂園〉第三集，女同性戀者以e-mail、電話、傳真等方式向華視表達不滿，華視未作任何回應。1998年8月12日，女同性戀團體「我們之間」發起連署，向李四端、謝絜修及榮昊北表示強烈抗議；該連署書被譯為英文，聯結到全球關心人權議題的網站及組織。

### 斷電影響新聞播報
2015年8月8日，受蘇迪勒颱風雨勢影響，電路系統因雨水滲入導致華視大樓停電，影響午間時段的新聞播報，是華視開播以來首次新聞因天災「開天窗」的事件。

### 鏡面文字連續誤植
2022年4月20日至5月30日期間，華視新聞被發現連續發生數起鏡面文字誤植事件，導致時任董事長陳郁秀、時任代理總經理陳雅琳引咎辭職，並調整新聞鏡面，暫停上快訊跑馬燈。

#### 誤植蘇貞昌職銜
2022年4月24日，華視新聞午間新聞在報導「總統滿意度」相關新聞時將行政院長蘇貞昌的職銜誤植為「總統」。華視新聞隨後刊出道歉聲明認錯，但道歉聲明裡仍有錯別字。

## 外部連結
- 華視新聞 （页面存档备份，存于）
- YouTube上的華視新聞 （页面存档备份，存于）
- 華視新聞的X（前Twitter）
- 華視新聞的Plurk專頁
- 華視新聞 （页面存档备份，存于）的Dailymotion頻道